# Boecillo
Boecillo è un comune spagnolo di 3 324 abitanti situato nella comunità autonoma di Castiglia e León.